# رانا ویکراما
رانا ویکراما (به کنادا: Rana Vikrama) فیلمی محصول سال ۲۰۱۵ و به کارگردانی پاوان وادیار است. در این فیلم بازیگرانی همچون پونیت راجکومار، آنجلی، آدا شارما، گیریش کارناد، ویکرام سینگ ایفای نقش کرده‌اند.